# Панин, Пётр Иванович (Герой Социалистического Труда)
Пётр Иванович Панин (род. 1928) — советский передовик производства в цветной металлургии. Герой Социалистического Труда (1966).

## Биография
Родился в 1928 году в селе Соловьиха Петропавловского района Алтайcкого края в бедной крестьянской семье.
С 1942 по 1949 годы работал колхозником в колхозе Соловьиха Петропавловского района Алтайcкого края. С 1949 по 1953 годы — служил в рядах Советской Армии.
С 1953 по 1958 годы был бурильщиком в Мульчихинском руднике Колованского рудоуправления и в Инской геологоразведочной партии.
С 1958 года работал —забойщиком и бригадиром забойщиков на Белогорском горно-обогатительном комбинате, сначала на руднике Белая гора, а с 1962 года — на руднике Огнёвка.
Бригада под руководством П. И. Паниным работающая на рудниках, постоянно добивалась высоких производственных показателей и перевыполняла плановые задания.
В 1959 году П. И. Панин выполнила норму выработки на 102 процента, в 1961 году — на 103, в 1964 году — на 108, а в 1965 году на —115,8 процента.
20 мая 1966 года Указом Президиума Верховного Совета СССР «за выдающиеся успехи, достигнутые в работе по выработке руды» Пётр Иванович Панин был удостоен звания Героя Социалистического Труда с вручением Ордена Ленина и золотой медали «Серп и Молот».
П. И. Панин постоянно повышал свою квалификацию, был не только опытным бурильщиком, но и — взрывником, слесарем и скреперистом, и любую из этих работ выполняет с высоким мастерством. Бригада П. И. Панина продолжала превышать норму показателей на 110—115 процентов и ей одной из первых на комбинате было присвоено звание — «коллектив коммунистического труда».
П. И. Панин избирался депутатом Серебрянского городского Совета депутатов трудящихся. Был членом Серебрянского ГК КПСС.
Жил Западно-Казахстанской области в Казахстане.

## Награды
- Медаль «Серп и Молот» (20.05.1966)
- Орден Ленина (20.05.1966)